# Оболицко-1
Оболицко-1 — деревня в Шимском районе Новгородской области в составе Подгощского сельского поселения.

## География
Находится в западной части Новгородской области на расстоянии приблизительно 15 км на юг-юго-запад по прямой от районного центра поселка Шимск.

## История
На карте 1847 года уже была обозначена как сельцо Оболицко. Позднее сельцо разделилось. В 1909 году здесь (деревня Оболицко-I Старорусского уезда Новгородской губернии) было учтено 50 дворов.

## Население
Численность населения: 491 человек (1909 год), 55 (русские 96 %) в 2002 году, 41 в 2010.